# Bajrakli-moskee (Samokov)
De Bajrakli-moskee, ook bekend als de Jokoesj- of Yokush-moskee, is een historische moskee in de stad Samokov, in het zuidwesten van Bulgarije, gebouwd in 1845.

## Geschiedenis
De moskee werd gebouwd door Koca Hüsrev Mehmed Pasha, die volgens de legende opdracht gaf om zowel een kruis als een halve maan op de koepel van de moskee te plaatsen. In 1966 werd de moskee uitgebreid gerestaureerd. Het restauratieproject werd uitgevoerd door architect Nikola Mushanov.

## Architectuur
De gebedsruimte van de moskee is rechthoekig (bijna vierkant) met een afmeting van 14 meter x 14,5 meter. De vrouwengebedsruimte bevindt zich op het balkon. De koepel is gebouwd op vier houten kolommen. Fresco's met bloemmotieven zijn in de 19e eeuw overschilderd en bij de restauratie in 1966 blootgelegd. Naast het gebouw staat één hoge minaret.